# مرام عبد العزيز
مرام عبد العزيز (14 يونيو 1984 -)، ممثلة سعودية مقيمة في البحرين.

## عن حياتها
ولدت في مدينة الرياض، في بداية مسيرتها الفنية عملت كمراسلة للفضائية اللبنانية LBC ثم في قناة وطنية الفضائية، ثم اتجهت للعمل في المجال الفني كممثلة كانت بدايتها في المسلسل التراثي محسن الهزاني واستمرت بالتمثيل بعد ذلك.

## أعمالها

### من المسلسلات
- محسن الهزاني.
- أيام السراب.
- وراك وراك.
- أبجد هوز.
- أيام وليالي.
- شباب البومب.
- هوامير الصحراء.
- مبتعثات.
- شد بلد.
- 42 يوم.

### من الأفلام
- الأجودية.
- صدى.
- أنين.

## روابط خارجية
- مرام عبد العزيز على موقع IMDb (الإنجليزية)
- مرام عبد العزيز على موقع قاعدة بيانات الأفلام العربية